# Hercitis zikani
Hercitis zikani är en skalbaggsart som beskrevs av Moser 1921. Hercitis zikani ingår i släktet Hercitis och familjen Melolonthidae. Inga underarter finns listade i Catalogue of Life.